# Nicole Raczynski
Nicole Raczynski (19 de abril de 1979) es una luchadora profesional estadounidense retirada, más conocida por sus apariciones en Total Nonstop Action Wrestling bajo el nombre de Roxxi Laveaux.

## Carrera
Al crecer, Raczynski asistió a eventos de lucha libre profesional en el Boston Garden con sus padres. Se formó como luchadora bajobla tutela de Killer Kowalski a instancias de April Hunter, quien ya estaba entrenando allí. A Raczynski se le permitió entrenar en la escuela de forma gratuita, según ella, debido a los "puntos débiles de Kowalski para las mujeres que intentaban ingresar al negocio" (se sabe que otras mujeres, como Chyna han pagado, posiblemente porque una de los propias estudiantes de Kowalski la insistó a entrenar). Debutó en marzo de 2002 bajo el nombre de Nikki Roxx y más tarde se alió con Hunter, nombrandose The Killer Babes. Raczynski luchó en numerosas promociones independientes de Norteamérica, como Shimmer Women Athletes, Squared Circle Wrestling, Women's Extreme Wrestling (WEW), Professional Girl Wrestling Association, New England Championship Wrestling, Defiant Pro Wrestling, MXW Pro Wrestling, World Women's Wrestling y Ring of Honor (ROH). También luchó en México para promociones como el Consejo Mundial de Lucha Libre (CMLL) y Lucha Libre AAA (AAA).

## En lucha
- Movimientos finales
  - Voodoo Bomb / Barbie Killer (Bearhug modified cutter o Sit-Out Spinebuster)

- Movimientos de firma
  - Slingshot suplex
  - Samoan drop
  - Neck snap
  - Monkey flip

- Mánager
  - Taylor Wilde
  - The Governor

- Luchadores dirigidos
  - Kid Kash
  - Voodoo Kin Mafia

- Apodos
  - "The Voodoo Queen" (TNA)
  - "The Hardcore Knockout" (TNA)

## Campeonatos y logros
- Defiant Pro Wrestling

DPW Women's Championship (1 vez)
- IndyGurlz

IndyGurlz Championship (1 vez)
- Lucha Libre Femenil

LLF Cup of Reynosa
LLF Juvenil Championship (1 vez)
LLF Tag Team Championship (1 vez) - con Diana La Cazadora
- New England Championship Wrestling

NECW Women's Championship (1 vez)
- Professional Girl Wrestling Association

PGWA Championship (1 vez)
- World Women's Wrestling

WWW Championship (1 vez)
- Women Superstars Uncensored

WSU Women's Championship (1 vez, )